# Pak 36
3,7 cm Pak 35/36 (нем. 3,7 cm Panzerabwehrkanone 35/36 — «3,7-см противотанковая пушка образца 1936 года») — немецкая противотанковая пушка периода Второй мировой войны. В вермахте, по причине её недостаточного бронепробивного действия, носила неофициальные названия «колотушка» (нем. Panzeranklopfgerät) и «рождественская хлопушка» (нем. Weihnachtliche Knallbonbon).

## Описание конструкции
Pak 35/36 имела современную для своего времени конструкцию. Пушка располагалась на лёгком двухколёсном лафете с раздвижными станинами, подрессоренный колёсный ход, металлические колёса с резиновыми шинами, горизонтальный клиновой четвертьавтоматический затвор (с механизмом автоматического закрывания). Тормоз отката гидравлический, накатник пружинный.

## История создания
Первую противотанковую 37-мм пушку (обр. 18) немцы создали ещё во время Первой мировой войны. Согласно Версальскому договору, Германии было запрещено иметь противотанковую артиллерию, поэтому все работы по ней велись в тайне. Работы по новой пушке начались уже в 1924, в 1926 фирма «Рейнметалл» (Rheinmetall) создала опытный образец новой пушки — 3,7-см противотанковую пушку обр. 26. В 1928 новое орудие под названием 3,7 cm Pak 28 было принято на вооружение, затем появилась её модификация Pak 29, которая пошла в массовое производство. Это орудие и стало прообразом Pak 36, хотя ещё имело деревянные колёса без подрессоривания. В 1935—1936 пушка была модернизирована (в основном модернизация касалась колёсного хода) и принята на вооружение.

## Производство
Производство Pak 28 началось в 1928 году, Pak 36 — в 1935 году. К 1 сентября 1939 вермахт располагал 11 200 единицами Pak 36.
|      | 1   | 2   | 3   | 4   | 5   | 6   | 7   | 8   | 9   | 10  | 11  | 12  | Всего |
| ---- | --- | --- | --- | --- | --- | --- | --- | --- | --- | --- | --- | --- | ----- |
| 1939 |     |     |     |     |     |     |     |     | 300 | 271 | 287 | 371 | 1229  |
| 1940 | 251 | 271 | 265 | 277 | 274 | 246 | 210 | 228 | 207 | 150 | 192 | 142 | 2713  |
| 1941 | 122 | 192 | 178 | 195 | 109 | 183 | 114 | 135 | 95  | 39  | 3   |     | 1365  |
| 1942 | 4   | 13  | 15  |     |     |     |     |     |     |     |     |     | 32    |

Всего было произведено, с учетом экспортных поставок, около 17000 пушек.
В ценах 1939 года орудие стоило 5730 рейхсмарок. 
На базе Pak 35/36 был разработан её танковый вариант KwK 36 L/45, которым вооружались ранние модели танка PzKpfw III.

## Организационно-штатная структура
В каждой пехотной дивизии первой волны вермахта на 1 мая 1940 по штату находилось 75 пушек Pak 36 (по одной роте (12 пушек) в каждом из 3 пехотных полков, истребительно-противотанковый дивизион (3 роты по 12 пушек) и 3 пушки в эскадроне тяжёлых орудий разведывательного батальона. Боекомплект каждого орудия составлял 250 выстрелов: 120 выстрелов PzGr 39, 30 выстрелов PzGr 40 и 100 выстрелов с осколочным снарядом.

## Боевое применение
Впервые Pak 36 была с успехом использована в боях гражданской войны в Испании в 1936 году. Этим орудием были вооружены силы франкистов, что позволило им выводить из строя республиканские танки БТ-5 и Т-26 с противопульным бронированием. В СССР анализ потерь бронетанковых сил в Испании привёл к принятию решения о начале проектирования танков с противоснарядным бронированием.
Во время польской кампании Pak 36 поражала тонкобронные польские танки, не имевшие противоснарядного бронирования.
Во время французской кампании немцы столкнулись с хорошо бронированными английскими танками «Матильда» Mk I и Mk II и французскими B-1bis и Somua S-35, практически не поражаемыми стрельбой из Pak 35/36. В целом, до июня 1940 года 3,7-см противотанковые пушки обр. 35/36 действовали достаточно эффективно на всех театрах военных действий. К 1 апреля 1940 года в войсках находилось 12 830 таких пушек. Неприятным сюрпризом для немцев оказалось то, что снаряды 3,7-см пушек практически не поражали средние французские танки S-35 «Сомуа», с бронёй толщиной 35-45 мм, большая часть которой располагалась под углами. Немцы сделали выводы из итогов французской кампании, приступили к разработке противотанковых пушек более крупного калибра 50 и 75 мм, также кумулятивных и подкалиберных снарядов. Начиная с середины 1940 года началась постепенная замена Pak 35/36 на 50-мм 5-сm-PAK 38.
К 1 июня 1941 года вермахт располагал 14 459 единицами Pak 35/36, которая являлась наиболее массовой пушкой противотанковой артиллерии. В это время новых 50-мм противотанковых пушек Pak 38 в вермахте насчитывалось 1047 единиц.
Таким образом, к началу кампании против СССР Pak 35/36 оставалась основным противотанковым орудием вермахта. Эти орудия вполне успешно боролись с советскими танками выпуска 1930-х годов БТ и Т-26, составлявшими основу советских бронетанковых сил в те годы, не говоря уже о лёгких танках типов Т-37А, Т-38 и Т-40.
Эффективность Pak 36 против танков Т-34 до настоящего времени является предметом споров. С одной стороны, по воспоминаниям ряда видных немецких военачальников, например, фон Меллентина и Миддельдорфа, неспособность Pak 35/36 к борьбе против Т-34 была «драматической главой в истории немецкой пехоты». Приводятся случаи десятков попаданий в Т-34 из Pak 35/36, не повлиявших на боеспособность советского танка. По ряду свидетельств, немецкие солдаты из-за низкой эффективности прозвали Pak 35/36 «дверным молотком» или «хлопушкой». Калиберные бронебойные снаряды были склонны к рикошету, а при пробитии брони часто не выводили танк из строя	.
Однако существует ряд документов, в которых эффективность Pak 35/36 характеризуется не столь негативно. Так, в докладе 1941 года советской 10-й танковой дивизии отмечается: «2. По танку „Т-34“ а Броня машин и корпуса с дистанции 300—400 м пробивается 37-мм бронебойным снарядом».
В отчёте ЦНИИ-48, выполненном в апреле 1942 года, проанализированы причины поражения советских танков Т-34 и КВ-1, поступивших на ремонтные предприятия в ходе Московской битвы с 9 октября 1941 года по 15 марта 1942 года. Число сквозных поражений распределилось по калибрам орудий так:
- 150 мм — 3,
- 105 мм — 5,
- 88 мм — 8,
- 75 мм — 13,
- 45—50 мм — 42,
- 37 мм — 21,
- малокалиберные — 5,
- кумулятивные — 36,
- неустановленного калибра (гл. обр. подкалиберные) — 31[6].

В определённых условиях (дистанции обстрела менее 500 м, бортовая проекция машины) Pak 35/36 поражала танк Т-34. Она пробивала нижнюю часть борта этого танка, где толщина вертикально расположенной брони составляла 40 мм. Наблюдались поражения бортов и кормы литой башни танка. 
Тем не менее поражающее действие Pak 36 при стрельбе по Т-34 расценивали как явно недостаточное, танки КВ-1 и КВ-2, как правило, не поражались. Для исправления этой ситуации для Pak 35/36 в 1941 году были приняты 37-мм выстрелы с подкалиберным и кумулятивным снарядами. Они позволяли вести борьбу с Т-34 и КВ, но имели ряд недостатков. Кумулятивный снаряд представлял собой надкалиберную гранату, заряжаемую с дула. Снаряд имел низкую начальную скорость и малые дальность (реально — до 100 м) и точность стрельбы. Фактически, это было последнее средство ближней противотанковой обороны пушки.
Pak 35/36 сходила со сцены довольно медленно. Хотя её серийное производство прекратилось в начале 1942 года, в 1942-43 годах пушка продолжала оставаться самым массовым противотанковым орудием вермахта. В 1943 году было израсходовано около 2 миллионов 37-мм патронов всех типов (для сравнения, 75-мм патронов — 1,25 млн.), то есть и в 1943 Pak 35/36 использовалась весьма широко. Однако в период 1942—1943 годов она активно заменялась более новыми 50-мм и 76-мм орудиями. Pak 35/36 использовалась и в 1944—1945 годах, хотя и в значительно меньших объёмах. На 1 марта 1945 года в частях ещё имелось 216 этих орудий, ещё 670 пушек было на складах и арсеналах. Поражения танков этими орудиями отмечались в Берлинской операции.

## Самоходные установки с Pak 36
Pak 36 устанавливалась на большое количество различных (в том числе трофейных) шасси.
- 3,7 cm Pak 35/36 auf Inf. Schlepper UE 630(f) — на базе трофейного французского многоцелевого гусеничного транспортёра (танкетки) Renault UE Chenillette. Всего изготовлено около 700 шт. Часть из них принимала участие в боях на Восточном фронте, большая часть осталась во Франции, где приняла участие в боях с союзниками в 1944.
- 3,7 cm Pak 35/36 auf leSPW U304(f) — на базе трофейного французского полугусеничного трактора Unic Р107. Точное количество установок и подробности их использования неизвестны.
- САУ на базе трофейных английских бронетранспортёров Universal Carrier и Bren Carrier. Точное количество установок и их подробности их использования неизвестны.
- Sd.Kfz.250/10 — на базе легкого бронетранспортёра Sd.Kfz.250. Использовались как машины командиров взводов на всех театрах военных действий.
- Sd.Kfz.251/10 — на базе среднего бронетранспортёра Sd.Kfz.251. Использовались как машины командиров взводов на всех театрах военных действий.
- Танковым вариантом данной пушки были вооружены ранние модификации танка PzKpfw III.

Также имели место случаи изготовления прямо в частях импровизированных САУ с Pak 36, для чего использовались различные подходящие шасси, например, советский лёгкий артиллерийский тягач Т-20 «Комсомолец».

## Pak 36 за рубежом
Большое количество пушек Pak 36 было передано союзникам Германии, в частности Турции, Нидерландам, Японии, Испании, Италии, Финляндии, Венгрии и Словакии. В 1930 году эта пушка была продана в СССР, где производилась серийно как 37-мм противотанковая пушка образца 1930 года (1-К) и стала прообразом ряда советских противотанковых и танковых пушек, в частности, знаменитой «сорокапятки». Две таких пушки закупили США и создали на её базе свою 37-мм противотанковую пушку M3. Pak 35/36 состояла на вооружении союзников нацистской Германии во Второй мировой войне — Финляндии, Румынии, Словакии.
Трофейные орудия использовали партизанские отряды и части Народно-освободительной армии Югославии. Первая из немецких 37-мм противотанковых пушек была захвачена в исправном состоянии летом 1942 года.

## Оценка проекта
Pak 35/36 была, безусловно, удачным орудием. Данная оценка подтверждается широким распространением этого орудия (и пушек, сделанных на его базе) по всему миру. Pak 35/36 выгодно сочетала высокую начальную скорость, небольшие габариты и вес, возможность быстрой транспортировки, большую скорострельность. Пушка легко транспортировалась по полю боя силами расчёта, легко маскировалась. К недостаткам орудия можно отнести недостаточно сильное заброневое действие лёгких снарядов — часто для выведения танка из строя требовалось несколько попаданий, пробивавших броню. Поражённые пушкой танки чаще всего могли быть отремонтированы.
Большинство танков 1930-х годов с противопульным бронированием выводились этой пушкой из строя. Но с появлением танков с противоснарядным бронированием её судьба была решена. Подкалиберный и кумулятивный снаряды несколько продлили её жизнь, но к 1943 году эта пушка ушла с первых ролей. В то же время и в 1943, и позже для этой пушки на поле боя находились цели — разнообразные лёгкие танки, САУ и бронетранспортёры стран антигитлеровской коалиции.
К настоящему времени сохранилось немало этих пушек. В России её можно увидеть, например, в музее Великой Отечественной войны на Поклонной горе в Москве и в Артиллерийском музее в Санкт-Петербурге.
| Тактико-технические характеристики противотанковых орудий калибра 37—47 мм 1935—38 годов |              |           |                |           |                    |
| Характеристика | обр. 1937 г. | Pak 35/36 | Бофорс         | 2 pounder | Шкода обр. 1936 г. |
| Год поступления в войска | 1937         | 1935      | 1935           | 1936      | 1936               |
| Калибр, мм/длина ствола, клб | 45/46        | 37/45     | 37/45          | 40/52     | 47/43,4            |
| Масса в боевом положении, кг | 560          | 480       | 380            | 814       | 590                |
| Бронепробиваемость калиберным бронебойным снарядом под углом 90° на дистанции 500 м | 46           | 48        | 44 (40, 600 м) | 43        |                    |
| Бронепробиваемость калиберным бронебойным снарядом под углом 90° на дистанции 1000 м |              |           | 33             | 32        | 55                 |
| Бронепробиваемость подкалиберным снарядом под углом 90° на дистанции 300 м |              | 51        | нет            |           |                    |
| Бронепробиваемость подкалиберным снарядом под углом 90° на дистанции 500 м | 62           | 58        | нет            |           |                    |
| Следует помнить, что в разное время и в разных странах использовались различные методики определения бронепробития. Как следствие, прямое сравнение с аналогичными данными других пушек часто затруднено. |              |           |                |           |                    |

## Боеприпасы и баллистические данные
| Номенклатура боеприпасов                     |                |                 |           |                         |                        |
| Тип                                          | Обозначение    | Вес снаряда, кг | Вес ВВ, г | Начальная скорость, м/с | Дальность табличная, м |
| Калиберные бронебойные снаряды               |                |                 |           |                         |                        |
| Остроголовый без баллистического наконечника | 3,7 cm Pzgr.   | 0,685           | 13        | 762 (745)               | 800                    |
| Подкалиберные бронебойные снаряды            |                |                 |           |                         |                        |
| «Катушечного» типа                           | 3,7 cm Pzgr.40 | 0,355           | —         | 1030 (1020)             | 300                    |
| Кумулятивные снаряды                         |                |                 |           |                         |                        |
| Надкалиберная мина                           | Stiel.Gr.41    | 9,15            | 2300      | 110                     | 200                    |
| Осколочные снаряды                           |                |                 |           |                         |                        |
| Осколочно-трассирующий                       | 3,7 cm Sprg.18 | 0,62            | 26        | 745 (725)               | 7200                   |
| Осколочно-трассирующий                       | 3,7 cm Sprg.40 | 0,62            | 44        | 745 (725)               | 7200                   |

| Таблица бронепробиваемости для Pak 35/36 |                          |                          |
| Остроголовый калиберный бронебойный снаряд 3,7 cm Pzgr. |                          |                          |
| Дальность, м | При угле встречи 60°, мм | При угле встречи 90°, мм |
| 100 | 31                       | 50                       |
| 300 | 30                       | ?                        |
| 500 | 25                       | 30...48                  |
| Подкалиберный бронебойный снаряд 3,7 cm Pzgr.40 |                          |                          |
| Дальность, м | При угле встречи 60°, мм | При угле встречи 90°, мм |
| 100 | 50                       | 75                       |
| 300 | 40                       | 50                       |
| 500 | 49                       | 34                       |
| Надкалиберная кумулятивная мина 3,7 cm Stiel.Gr.41 |                          |                          |
| Дальность, м | При угле встречи 60°, мм | При угле встречи 90°, мм |
| 100 | ?                        | 180                      |
| 300 | не стр.                  | не стр.                  |
| 500 | не стр.                  | не стр.                  |
| Приведённые данные относятся к немецкой методике измерения пробивной способности. Следует помнить, что показатели бронепробиваемости могут заметно различаться при использовании различных партий снарядов и различной по технологии изготовления брони. В скобках данные по начальной скорости снаряда согласно немецкому формуляру испытания ПТО. Издание «German Anti-tank Guns 1939—1945» 1989 г. |                          |                          |